# Álava (D-52)
El Álava (D-52) fue un destructor perteneciente a la tercera serie de la Clase Churruca, construido por la Empresa Nacional Bazán para la Armada Española, cuyo origen se remonta a la clase Scott británica de la Primera Guerra Mundial, de los que se derivaron los españoles de la clase Churruca. Su nombre, honraba la memoria de Miguel Ricardo de Álava, militar, político y diplomático español.

## Historial
Fue entregado a la Armada en diciembre de 1951 en un acto presidido por el capitán general del departamento marítimo de Cartagena, el almirante Luis de Víerna, el director y el subdirector de la factoría ENB, poco después, el 24 de enero de 1952, recibió su primer banderín de combate en la misma ciudad, amadrinado por Natividad Díaz de Arcaya, descendiente de Miguel Ricardo de Álava.
Tras ser modernizada gracias al convenio de ayuda mutua firmado entre España y los Estados Unidos en 1953, fue reclasificada como "Fragata rápida", aunque conservó su numeral, las reformas, duraron hasta el 17 de enero de 1962, cuando volvió a  ser entregado a la Armada, conociéndose tras la modernización a estos buques también como Clase Liniers.
En octubre de 1969, participó en las maniobras hispano-francesas "Faron IV" en aguas cercanas a Barcelona, con la presencia del entonces príncipe Juan Carlos de Borbón y Borbón a bordo del portaaeronaves Dédalo.
El 12 de noviembre de 1969, mientras estaba en Ferrol, tuvo lugar una ligera colisión entre el Álava y el crucero pesado Canarias, al producirse una avería en el timón del destructor.
Años después de su baja, el 6 de febrero de 2011, se inauguró una rotonda dedicada a la Armada Española en Pilar de la Horadada (Alicante) en la cual se incluían el ancla, la hélice, el mástil y uno de sus torpedos.